# Xenotrichula floridanus
Xenotrichula floridanus is een buikharige uit de familie Xenotrichulidae. Het dier komt uit het geslacht Xenotrichula. Xenotrichula floridanus werd in 1970 voor het eerst wetenschappelijk beschreven door Thane-Fenchel.